# Lamprolepis
Lamprolepis is een geslacht van hagedissen uit de familie skinken (Scincidae).

## Naam en indeling
De wetenschappelijke naam van de groep werd voor het eerst voorgesteld door Leopold Fitzinger in 1843. Er zijn drie soorten, de soort Dasia vyneri is echter door verschillende auteurs in het geslacht Lamprolepis geplaatst. Hierdoor wordt in de literatuur vaak de verouderde naam gebruikt.

## Verspreiding en habitat
De skinken komen voor op verschillende eilanden in het westen van de Grote Oceaan, Azië en Oceanië. De habitat bestaat uit vochtige, begroeide gebieden zoals tropische bossen. Alle soorten zijn typische boombewoners die goed kunnen klimmen. Dit in tegenstelling tot vrijwel alle andere skinken die meestal bodembewonend zijn.
Door de internationale natuurbeschermingsorganisatie IUCN is aan een van de drie soorten een beschermingsstatus toegewezen. Lamprolepis nieuwenhuisii wordt als 'veilig' beschouwd (Least Concern of LC).

## Soorten
Het geslacht omvat de volgende soorten, met de auteur en het verspreidingsgebied.
| Naam                                  | Auteur               | Verspreidingsgebied                                                                                              |
| ------------------------------------- | -------------------- | --- |
| Lamprolepis leucosticta               | Müller, 1923         | Indonesië (westelijk Java)                                                                                       |
| Lamprolepis nieuwenhuisii             | Lidth de Jeude, 1905 | Indonesië, Maleisië (Borneo)                                                                                     |
| Smaragdskink (Lamprolepis smaragdina) | Lesson, 1826         | Admiraliteitseilanden, Filipijnen, Indonesië, Oost-Timor, Marshalleilanden, Micronesia, Salomonseilanden, Taiwan |